# در همسایگی عشق
در همسایگی عشق (انگلیسی: Love Next Door; کره‌ای: 엄마친구아들) یک مجموعه تلویزیونی محصول کره جنوبی به نویسندگی به نویسندگی شین ها اون، به کارگردانی یو جه وون و با بازی جونگ هه این و جونگ سو مین است. این مجموعه از ۱۷ اوت تا ۶ اکتبر ۲۰۲۴، روزهای شنبه و یکشنبه ساعت ۲۱:۲۰ (کی‌اس‌تی) از تی‌وی‌ان پخش شد. در همسایگی عشق همچنین برای استریم در نتفلیکس در مناطق منتخب قابل دسترسی است.

## خلاصه داستان
به سوک ریو (جونگ سو مین) به کره بازمی‌گردد و تلاش می‌کند زندگی خود را دوباره راه‌اندازی کند و با دوست دوران کودکی‌اش، چوی سونگ هیو (جونگ هه این)، که اکنون برجسته‌ترین معمار جوان در جامعه معماری کره است، درگیر می‌شود. سوک ریو و سونگ هیو وقتی ۴ ساله بودند، برای اولین بار یکدیگر را ملاقات کردند.

## بازیگران

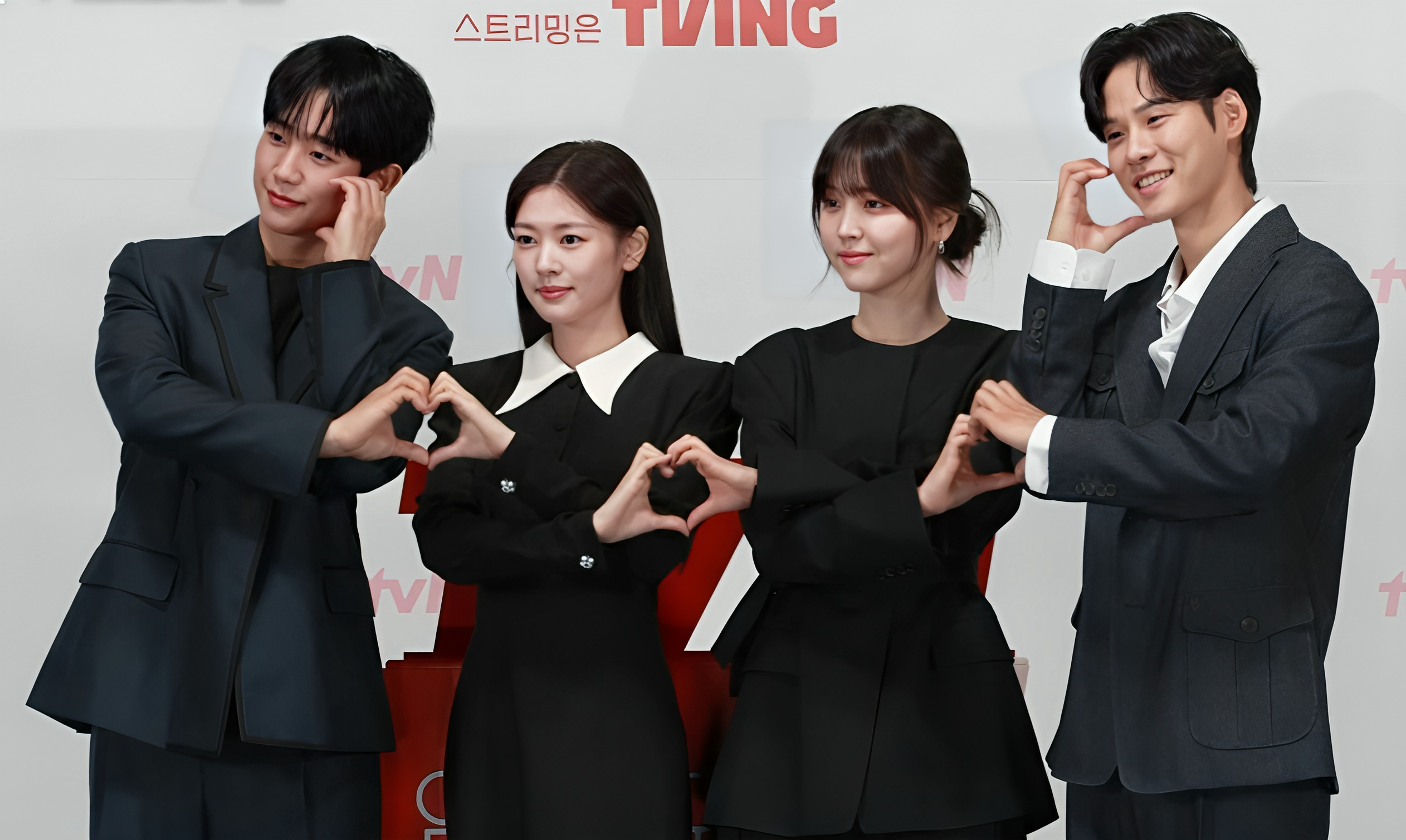
از چپ به راست: جونگ هه این، جونگ سو مین، کیم جی اون و یون جی اون در کنفرانس مطبوعاتی در اوت ۲۰۲۴

### اصلی
- جونگ هه این در نقش چوی سونگ هیو[۲][۳][۴]
- جونگ سو مین در نقش به سوک ریو[۵][۶][۴]
- کیم جی اون در نقش جونگ مو اوم[۷][۸][۴]
- یون جی اون در نقش کانگ دان هو[۹]

### مکمل
- پارک جی یونگ در نقش نا می سوک[۱۰]
- جو هان چول در نقش به گوم شیک[۱۱]
- جانگ یونگ نام در نقش سو هه سوک[۱۱]
- لی سونگ جون در نقش چوی کیونگ جونگ[۱۱]
- جون سوک هو در نقش یون میونگ وو[۱۲]
- کیم گوم سون در نقش دو جه سوک[۱۲]
- هان یه جو در نقش بانگ این سوک[۱۲]
- لی سونگ هیوب در نقش به دونگ جین[۱۳]
- شیم سو یونگ در نقش لی نا یون[۱۴]
- لی جی هه در نقش هوانگ یونگ این[۱۵]
- لی شی هیون در نقش پارک جونگ وو[۱۵]

### حضور ویژه
- رو یون سو در نقش خودش (حضور افتخاری، قسمت ۱)[۱۶]